# Hemeroblemma staccata
Hemeroblemma staccata là một loài bướm đêm trong họ Erebidae.